# Comuna Rodnîkivka, Oleksandrivka
Rodnîkivka (în ucraineană Родниківка) este o comună în raionul Oleksandrivka, regiunea Kirovohrad, Ucraina, formată din satele Iasînuvatka, Lîpivka, Mareanivka, Mohîliv Kurin și Rodnîkivka (reședința).

## Demografie
Componența lingvistică a comunei Rodnîkivka
     Ucraineană (98,76%)
     Alte limbi (1,24%)
Conform recensământului din 2001, majoritatea populației comunei Rodnîkivka era vorbitoare de ucraineană (98,76%), existând în minoritate și vorbitori de alte limbi.